# Лениште
Лениште (болг. Ленище) — село в Болгарии. Находится в Кырджалийской области, входит в общину Ардино. Население составляет 126 человек.

## Политическая ситуация
В местном кметстве Лениште, в состав которого входит Лениште, должность кмета (старосты) исполняет Фехим Рахимов Халимов (Движение за права и свободы (ДПС)) по результатам выборов правления кметства.
Кмет (мэр) общины Ардино — Ресми Мехмед Мурад (Движение за права и свободы (ДПС)) по результатам выборов в правление общины.